# 慶立寺
慶立寺（けいりゅうじ）は、岡山県赤磐市滝山にある寺院。山号は仁王山。旧本山は岡山蓮昌寺、奠師法縁(奠統会)。

## 歴史
建保年間（1213年‐1219年）に創建された天台寺院の薬王山景隆寺が起源である。その後慶長年間（1596年‐1615年）に火災があり堂宇の大半を焼失した。この時付近を布教中の日蓮宗の僧法華院日祐が現在地に移転し日蓮宗に改宗して仁王山慶立寺に寺号を改めたという。

## 境内
- 本堂

## 歴代
- 法華院日祐

## アクセス
- 滝山消防機具庫バス停より徒歩3分

## 関連資料
- 吉井町史